# Madelein Svensson
Madelein Svensson (Suecia, 20 de julio de 1963) fue una atleta sueca, especializada en la prueba de 10 km marcha en la que llegó a ser subcampeona mundial en 1991.

## Carrera deportiva
En el Mundial de Tokio 1991 ganó la medalla de plata en los 10 km marcha, con un tiempo de 43.13 segundos, llegando a la meta tras la soviética Alina Ivanova y por delante de la finlandesa Sari Essayah.